# (551091) Florferenc
(551091) Florferenc  es un asteroide perteneciente al cinturón de asteroides, descubierto el 22 de octubre de 2012 por Krisztián Sárneczky y G. Hodosán   desde la Estación Piszkéstető, en Hungría.

## Designación y nombre
(551091) Florferenc se designó inicialmente como 2012 VZ98.
Más adelante fue nombrado en honor a Ferenc Flór (1809–1871) quien fue médico y escritor médico, además de miembro correspondiente de la Academia Húngara de Ciencias. Fue uno de los fundadores de la salud pública en Hungría y pidió la construcción de una red de suministro de agua potable en Budapest.

## Características orbitales
(551091) Florferenc orbita a una distancia media del Sol de 3,008 ua, pudiendo acercarse hasta 2,338 ua y alejarse hasta 3,678 ua. Tiene una excentricidad de 0,223 y una inclinación orbital de 11,747° grados. Emplea en completar una órbita alrededor del Sol 1905,50 días.
Los próximos acercamientos a la órbita de Júpiter ocurrirán el 17 de enero de 2032, el 2 de septiembre de 2078 y el 28 de marzo de 2125.

## Características físicas
Su magnitud absoluta es 15,78. 